# Soibahadine Ibrahim Ramadani
Soibahadine Ibrahim Ramadani (ur. 5 marca 1949) – polityk francuski i Majotty. Należy do partii Unia na rzecz Ruchu Ludowego. Od 26 września 2004 do 30 września 2011 był członkiem Senatu - izby wyższej parlamentu francuskiego. W dniu 2 kwietnia 2015 roku objął stanowisko prezydenta Rady Departamentalnej Majotty - parlamentu.